# Ждановка (река)

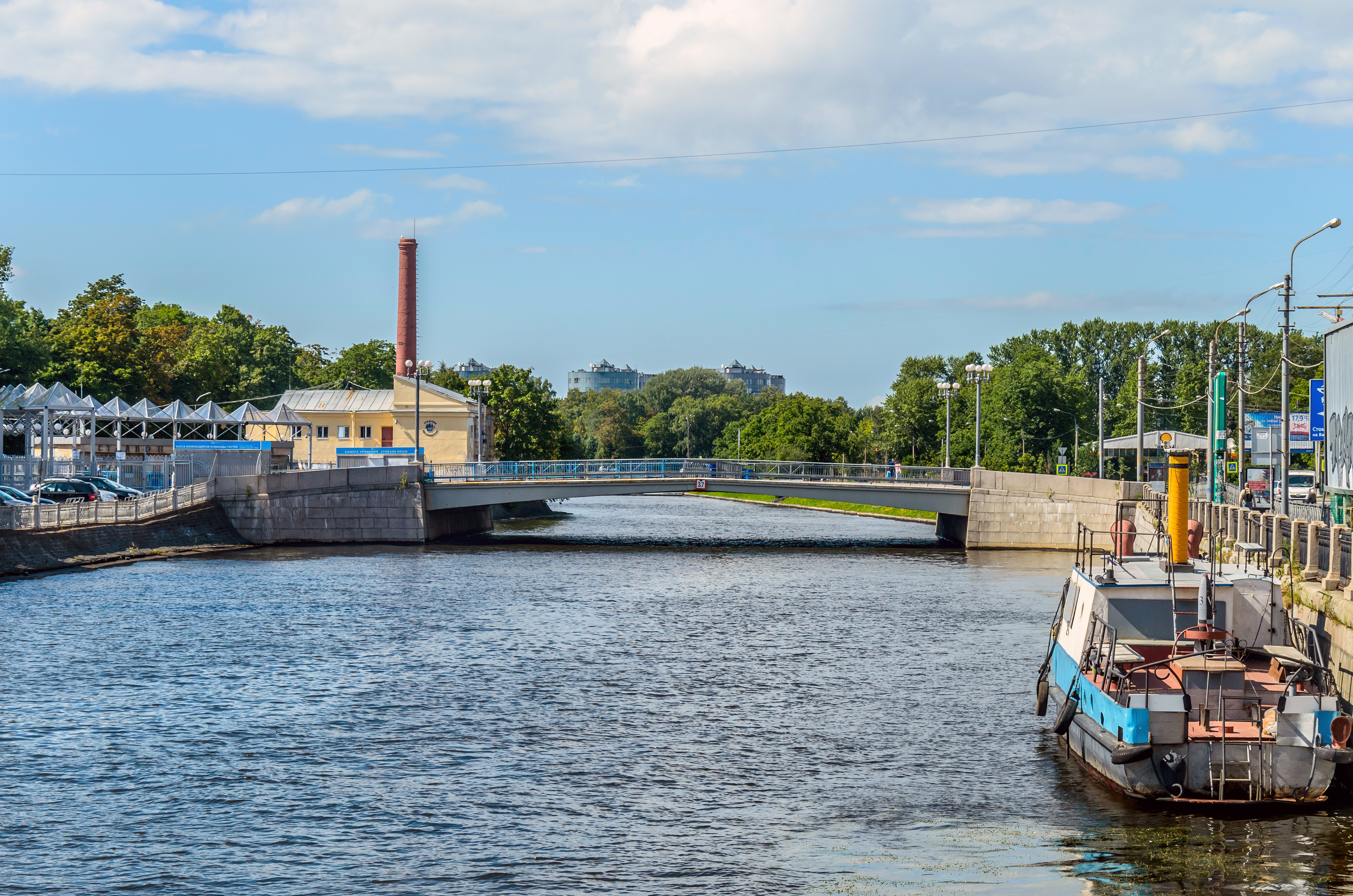
1-й Ждановский мост

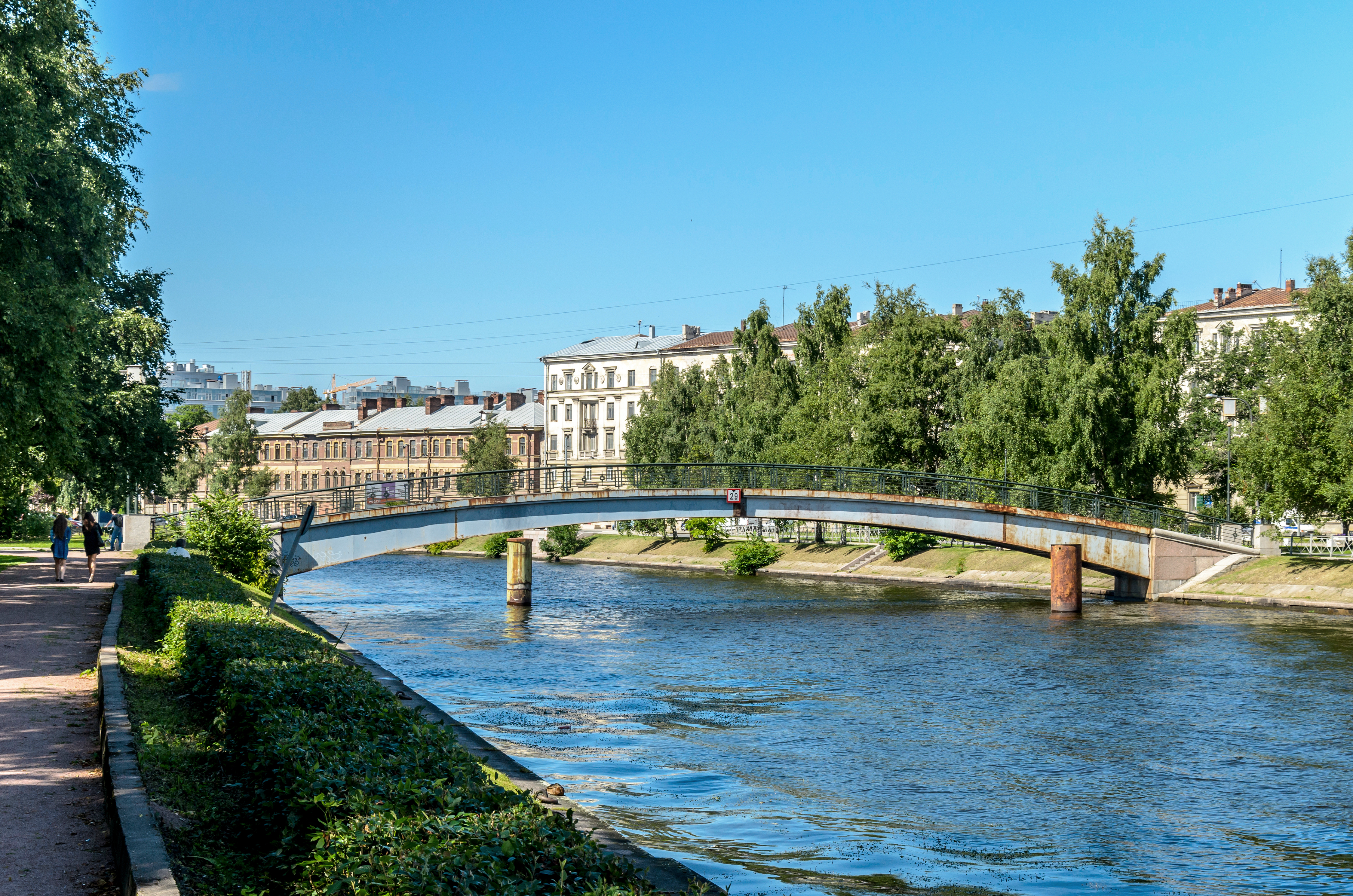
4-й Ждановский пешеходный мост

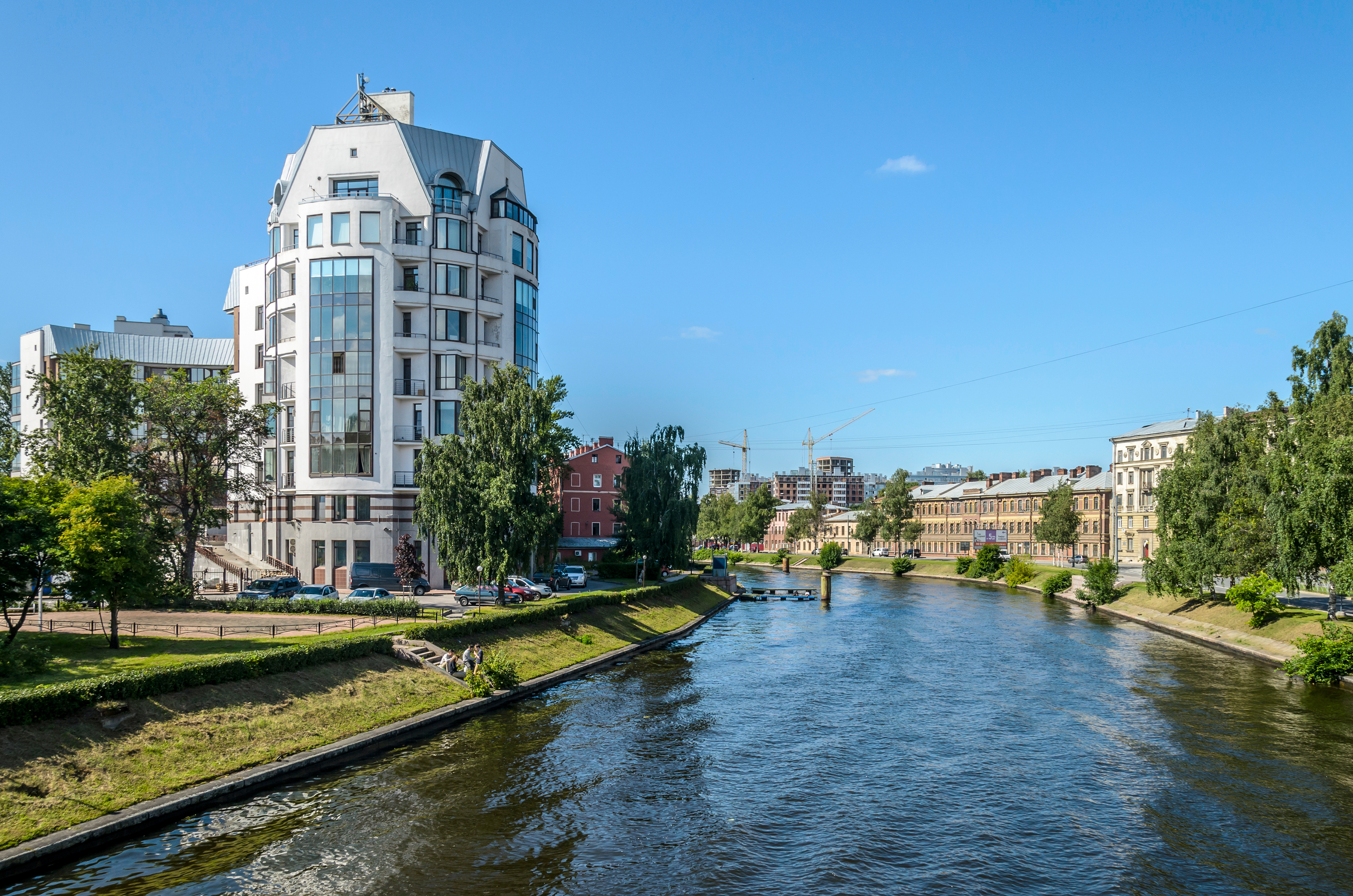
Вид с 4-го Ждановского моста

Жда́новка — река в Санкт-Петербурге, протока Невской дельты. Вытекает из Малой Невы, впадает в Малую Невку. Набережными реки Ждановки являются Ждановская набережная (от Большого проспекта Петроградской стороны до Ждановской улицы у дома № 35) и Ждановская улица (от Офицерского переулка до Новоладожской улицы).

## История
В XVIII веке река не имела определённого наименования. Иногда её называли Никольской речкой (по имени придела расположенной рядом Успенской церкви), иногда — Петровкой, от Петровского острова, а чаще — протокой болотной. Местность вокруг была заболоченной, берега низменные, множество проток, озёр. Поэтому место это называлось «Мокруши».
В XIX веке началась застройка пустынного Петровского острова. Одними из первых, получивших здесь земельные участки, были братья Ждановы, Иван и Николай. Земли Ждановых тянулись вдоль берега реки от Малой Невы до нынешнего Мало-Петровского моста. Здесь братья построили химико-аптекарский завод, на котором вырабатывали берёзовый дёготь, древесный уксус, синьку. От их владений и повелось название реки и улицы вдоль неё. По левому берегу р. Ждановки располагался Петровский парк с озёрами и протоками.

## Географияигидрология
Течёт в северо-западном направлении. Имеет среднюю ширину около 30 м; глубины — 2,2—4,0 м, длина реки 2,2 км. Река имеет в истоке средний многолетний расход воды 14 м³/с, — примерно такой же, как и в Обводном канале. Берега и прибрежная зона Леонтьевского мыса сложены грунтами техногенного происхождения. Эта зона является местом свалки городского мусора
В нижнем течении по берегам до застройки 2010-х — 2020-х годов находились предприятия: ОАО завод «Вулкан», ЗАО Пивоваренный завод «Бавария» и другие. Все производства ликвидированы. Левый берег оборудован деревянным свайным креплением, которое к настоящему времени местами пришло в негодность или почти полностью разрушено. Береговой склон зарос древесной и кустарниковой растительностью. Правый берег также порос древесной и кустарниковой растительностью. Бечевник покрыт отмосткой из крупных валунов, гальки, гравия и строительного мусора. Здесь располагаются многочисленные пирсы и причалы.

## Берегоукрепление
Оба берега устойчивы к размыву. До XX века берега р. Ждановки укреплялись деревянными стенками: где берега повыше — деревянные сваи с забиркой, где пониже — шапочный брус на деревянных сваях, как упор для грунтового откоса. Деревянная стенка в разрушенном состоянии сохранилась на левом берегу ниже Мало-Петровского моста. Первый участок берегоукрепления был построен на откосах Тучковой дамбы на правом берегу р. Ждановки от Тучкова моста до Ждановского моста в 1931—1935 гг. по проекту инж. Г. К. Усова, И. Б. Тарасенко и арх. К. М. Дмитриева. Это была низкая стенка на деревянных сваях с криволинейным очертанием откоса, укреплённым диабазовым мощением. Ограждения чугунные художественного литья. В 1962 году этот участок перестраивается. Здесь сооружается высокая гранитная стенка по проекту инж. Г. С. Яковлевой и арх. Л. А. Носкова. В результате этого русло р. Ждановки в её истоке ещё сузилось, с 54 до 48 м. В то же время вокруг стадиона была построена низкая стенка набережной с циркульным откосом по типу первоначальной стенки Тучковой дамбы. С 1963 по 1976 гг. берега р. Ждановки укрепляются долговечными материалами в виде низкой гранитной стенки на лёгком свайном основании с пологим зелёным откосом. В 340 метрах ниже по течению от Мало-Петровского моста правый берег реки Ждановки, включая оконечность Леонтьевского мыса, укреплён железобетонной подпорной стенкой, которая в настоящее время практически разрушена.

## Мосты реки Ждановки
На реке Ждановке деревянные мосты существовали с 1817 года. Это был Кадетский мост, первоначально располагавшийся ниже по течению; Ждановский мост, построенный в 1939 году для прохода в спортивный центр на месте нынешнего стадиона «Петровский»; 1-й Ждановский мост, разобранный после этого при строительстве высокой стенки на правом берегу Ждановки.

## Достопримечательности
- Стадион «Петровский»
- Малая спортивная арена «Петровский»
- Петровский парк
- Дворец спорта СКА
- Военно-космическая академия имени А. Ф. Можайского